# Торе (Бергамо)
Торе је насеље у Италији у округу Бергамо, региону Ломбардија.
Према процени из 2011. у насељу је живело 279 становника. Насеље се налази на надморској висини од 94 м.